# Úrvalsdeild Karla 1914
La Úrvalsdeild Karla 1914 fue la tercera edición del campeonato de fútbol islandés. El campeón fue el Fram, que ganó su segundo título. Como en la temporada anterior, el Fram fue el único equipo disponible para participar en el torneo, debido a la negativa del Valur de recibir el título a modo honorífico entre los dos equipos a pesar de no renunciar a la participación en el campeonato. 

## Tabla de posiciones
|  | Pos. | Equipo | Pts | PJ | PG | PE | PP | GF | GC | DG |
|  | ---- | ------ | --- | -- | -- | -- | -- | -- | -- | -- |
|  | 1.   | Fram   | 0   | 0  | 0  | 0  | 0  | 0  | 0  | +0 |
|  | 1.   | Valur  | 0   | 0  | 0  | 0  | 0  | 0  | 0  | +0 |

Pts = Puntos; PJ = Partidos jugados; PG = Partidos ganados; PE = Partidos empatados; PP = Partidos perdidos; GF = Goles a favor; GC = Goles en contra; DG = Diferencia de gol
- Datos: Q1060746